# Кузель (приток Порыша)
Кузель — река в России. Её верховья находятся в Гайнском районе Пермском крае, низовья — в Верхнекамском районе Кировской области. Впадает в реку Порыш по левому берегу в 33 км от её устья. Длина реки составляет 21 км.
Кузель вытекает из западной части обширных Верхнечугрумских болот в Пермском крае близ границы с Кировской областью. Из восточной части тех же болот вытекает река Сёйва. Река течёт на юг по ненаселённому заболоченному лесу, примерно в середине течения перетекает в Кировскую область. Притоки — Малый Кузель, Понящерка (левые). В нижнем течении преодолевает Вешняцкое болото и впадает в Порыш в 13 км к северо-западу от посёлка Камский.

## Данные водного реестра
По данным государственного водного реестра России относится к Камскому бассейновому округу, водохозяйственный участок реки — Кама от истока до водомерного поста у села Бондюг, речной подбассейн реки — бассейны притоков Камы до впадения Белой. Речной бассейн реки — Кама.
Код объекта в государственном водном реестре — 10010100112111100001341.